# 441
441 (CDXLI) var ett normalår som började en onsdag i den julianska kalendern.

## Händelser

### November
- 8 november – Det första konciliet i Orange hålls under ledning av Hilarius av Arles i Colonia Julia Firma Secundanorum Arausio.

### Okänt datum
- Hunnerna invaderar Balkan.
- Persien utkämpar ett kort krig med östromerska riket.
- Chrysaphius blir huvudrådgivare åt Theodosius II efter att ha avsatt dennes syster Pulcheria.

## Födda
- Shen Yue, kinesisk poet och historiker.

## Avlidna
- Hermeric, kung av Galicien.